# Stundenbuch des Marcello Durazzo

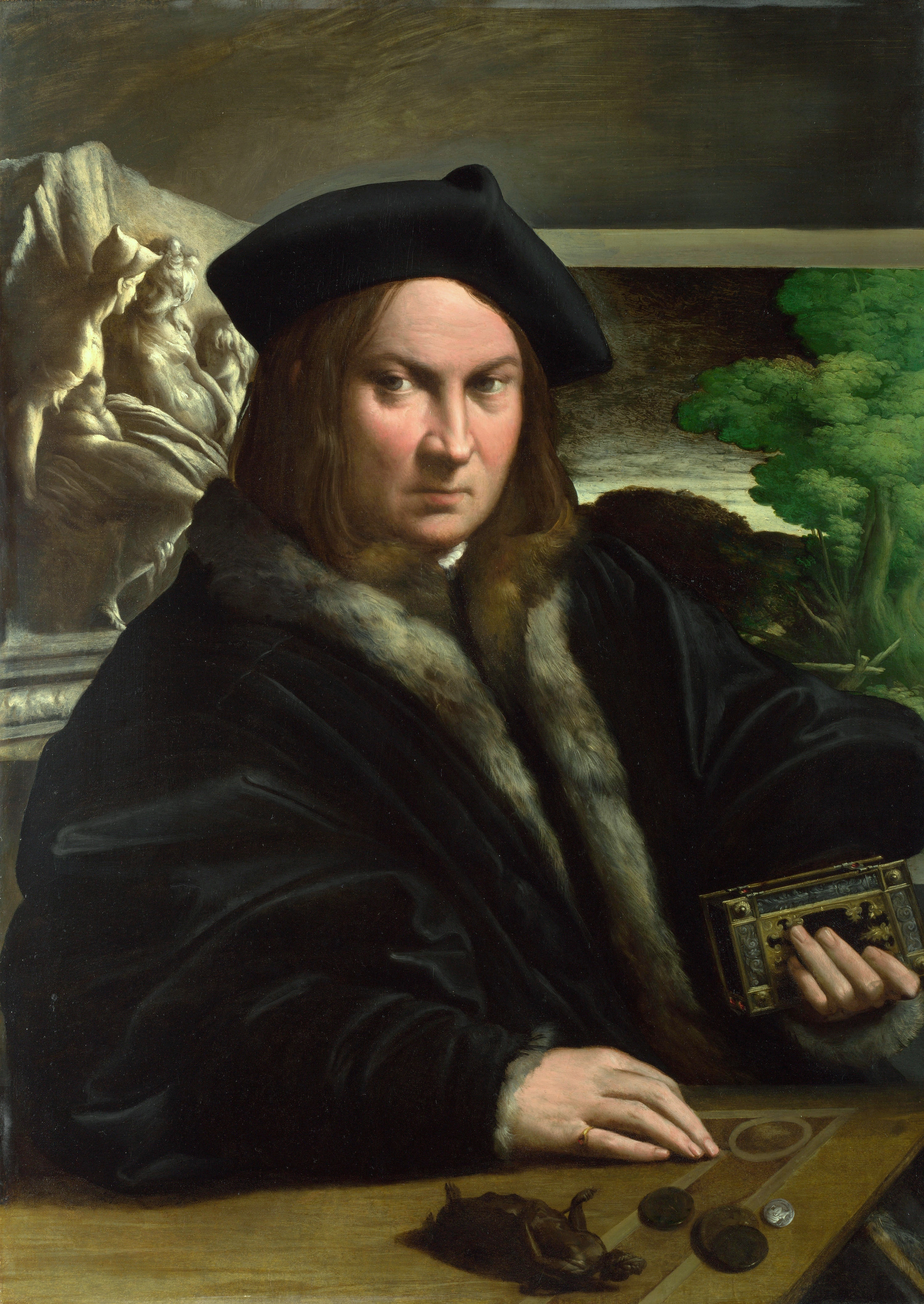
Parmigianino, Porträt eines Galeristen, um 1524, Stundenbuch in der linken Hand

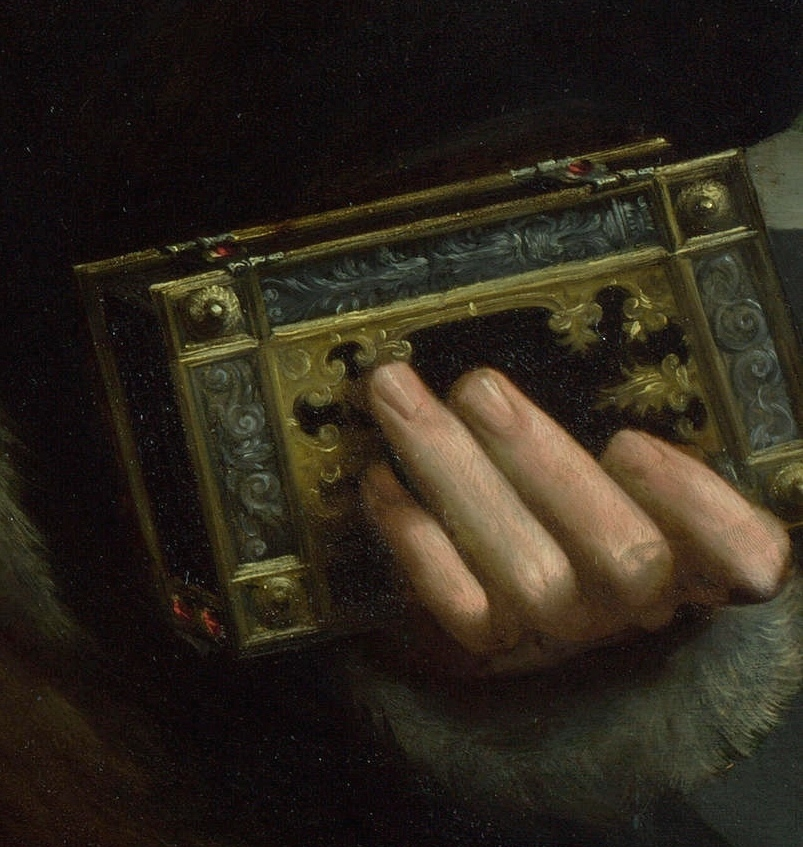
Das Stundenbuch des Marcello Durazzo

Das Stundenbuch des Marcello Durazzo (italienisch Offiziolo Durazzo) ist ein Miniaturkodex aus dem frühen 16. Jahrhundert aus Parma.
Es wurde vor 1524 durch Francesco Marmitta erstellt.
Der Kodex ist auf purpurgefärbtem Pergament mit goldener Schrift geschrieben und enthält mehrere ganzseitige farbige Miniaturen.
Um 1524 ist er erstmals auf dem Gemälde von Parmigianino Porträt eines Galeristen abgebildet. 1847 übergab ihn der Marchese Marcello Durazzo der Biblioteca Civica Berio in Genua, dort befindet er sich noch heute unter der Signatur m.r. Cf. Arm.1.